# Erik Börén
Per Erik Börén, född 1 augusti 1980 i Malmö, är en svensk komiker, skådespelare och radiojournalist. 
Erik Börén började sin stand-up karriär 2007 och har sedan dess uppträtt på bland annat Norra brunn, Oslipat och Lund Comedy Festival. Han har turnerat med bland andra David Batra, Robin Paulsson och Magnus Betnér. 2007 Grundade han humorklubben Prickprick i Lund som senare bytte namn till Humorfalangen. 
Har tidigare arbetat som programledare och reporter i P4 Malmöhus, skrivit manus för Robins och medverkat i en rad podcasts. 
Erik Börén driver humorklubben Humorfalangen i Lund och Standup Palladium, i Växjö. Han är också varit publikuppvärmare för TV-programmet Robins och har arbetat på P4 Kronoberg.  

## Utmärkelser
- Bungy comedy, Stockholm Comedy Klubb, 2007 - Första pris[7]
- Humorhimlen i P3, 2010 - Roligast i Sverige[8]
- Pixel Skånes Filmfestival, 2010 - Bästa manliga skådespelare [9]

## Filmer och TV-serier, i urval
- Kuriren (TV-serie)[10]
- The Birthday Present[11]
- LFO[12]
- Starke man
- Robins
- Jecko och Jessie och drömcampingen